# René Stourm (Bischof)
René-Louis-Marie Stourm (* 13. März 1904 in Paris; † 3. November 1990 in Sens) war Erzbischof von Sens.

## Leben

### Herkunft und frühe Jahre
René Stourm entstammte einer alteingesessenen bürgerlichen Pariser Familie aus dem 16. Arrondissement. Sein Großvater mütterlicherseits war Émile Flourens, der von 1886 bis 1888 als Außenminister Frankreichs amtierte. Nach dem Schulbesuch am Lycée Jeanson-de-Sailly trat er in das Seminar von Issy-les-Moulineaux ein. Seinen Militärdienst leistete er von 1925 bis 1926 und schloss diesen als Offizier der Reserve ab. Am 29. Juni 1928 empfing er die Priesterweihe. Danach arbeitete er als Vikar in Clichy, später übernahm er eine Pfarrstelle in Levallois-Perret. Im Jahr 1936 wurde er zum Direktor der Katholischen Zentrale für Film und Radio sowie zum Chefredakteur der kirchlichen Zeitung Choisir berufen.
Nach der Mobilmachung 1939 nahm er an den Kämpfen an der Somme teil. Dort geriet er am 6. Juni 1940 in deutsche Kriegsgefangenschaft. Im Oflag IV D in der Nähe von Hoyerswerda wirkte er als Lagerseelsorger, bis er 1942 auf die Festung Königstein, das „Lager der Generale“, verlegt wurde. Dort arbeitete er ebenfalls als Lagerseelsorger bis zur Befreiung im Mai 1945. Nach Paris zurückgekehrt, wurde er Sekretär der Action catholique mit Zuständigkeit für das Filmwesen.

### Bischofsamt
Papst Pius XII. ernannte ihn am 19. Januar 1951 zum Bischof von Amiens. Die Bischofsweihe spendete ihm am 2. April desselben Jahres der spätere Kardinal Maurice Feltin, Erzbischof von Paris; Mitkonsekratoren waren Stanislas Courbe, Weihbischof in Paris, und Jean-Julien Weber, Bischof von Straßburg. Sein bischöflicher Wahlspruch lautete Totum singulis („Alles für die Einzelnen“). Als Bischof einer vom Zweiten Weltkrieg stark betroffenen Diözese sorgte er für die Wiedererrichtung zerstörter und den Bau neuer Kirchen.
Am 27. Oktober 1962, wenige Wochen vor Beginn des Zweiten Vatikanischen Konzils, ernannte ihn Papst Johannes XXIII. zum Erzbischof von Sens. Als solcher nahm Stourm von 1962 bis 1965 am Zweiten Vatikanischen Konzil teil. Er war maßgeblich beteiligt an der Formulierung eines Konzilsdokuments über die sozialen Kommunikationsmittel.
Als Erzbischof von Sens sorgte er für die Umsetzung der Konzilsbeschlüsse und begründete die diözesanen Gremien, die das Konzil vorschrieb. Er reformierte die Strukturen der Diözese und verlegte die Residenz des Erzbischofs nach Auxerre.

### Letzte Jahre und Tod
Papst Paul VI. nahm am 28. Juni 1977 sein frühzeitiges Rücktrittsgesuch an. Nach seiner Demission zog Stourm sich nach Pau zurück. Ab 1981 lebte er in einer Residenz für betagte Priester in Sens. Dort starb er 1990 und wurde in der Krypta der Kathedrale von Sens beigesetzt.